# Aoba (incrociatore)
L'Aoba (青葉? lett. "Foglia verde") è stato un incrociatore pesante appartenente alla Marina imperiale giapponese, prima ed eponima unità della stessa classe e così chiamato in onore dell'omonimo monte del Giappone. Fu varato nel settembre 1926 dal cantiere navale di Nagasaki.
Subito dopo l'attacco di Pearl Harbor fu presente alla battaglia di Guam e a quella di Wake, quindi coprì a distanza la conquista di Rabaul e gli sbarchi in Nuova Guinea orientale. Partecipò alla seconda parte della battaglia del Mar dei Coralli (4-8 maggio 1942) senza riuscire a difendere adeguatamente la portaerei Shoho, che fu affondata. Dopo un raddobbo in Giappone, fu destinato a Rabaul e nella notte tra l'8 e il 9 agosto combatté la battaglia dell'isola di Savo, infliggendo danni gravissimi alla flotta alleata posta a difesa dell'invasione di Guadalcanal. In agosto e settembre rimase alle isole Shortland e nella prima metà di ottobre fece parte di una missione di bombardamento notturno, che però fallì per la presenza imprevista di una forte squadra statunitense: nella battaglia di Capo Speranza subì danni pesanti, che lo costrinsero a rimanere in riparazione sino al febbraio 1943. Tornato in servizio, fu stanziato a Rabaul ma all'inizio di aprile rimase coinvolto in un attacco aereo che fece scoppiare alcuni siluri; fatto spiaggiare, riuscì a tornare in Giappone solo nel mese di luglio, dove fu raddobbato estesamente e dotato di un radar.
Nel corso della prima metà del 1944 fu impegnato in numerose missioni di trasporto truppe rifornimenti. A inizio giugno fu coinvolto nell'urgente operazione di soccorso, poi fallita, all'isola di Biak. In luglio fu sottoposto a una revisione nell'arsenale di Singapore e ricevette numerosi cannoni contraerei supplementari; dopo un lungo periodo di esercitazioni, fu gravemente danneggiato da un sommergibile poco lontano da Manila: riuscì comunque a sfuggire alla successiva caccia e arrivare in dicembre a Kure, dove fu riclassificato come nave da difesa speciale, riparato in parte e trasformato in pontone contraereo. Il 24 e il 28 luglio, dopo essere già stato semiaffondato nei mesi precedenti e poi recuperato, rimase coinvolto nel bombardamento di Kure e definitivamente distrutto. Il relitto fu demolito nel dopoguerra.

## Caratteristiche
L'Aoba formava assieme al Kinugasa la classe di incrociatori pesanti Aoba, derivata da una serie di modifiche all'armamento e alle dotazioni di bordo dalla precedente classe Furutaka: entrambe erano comunque state pensate per condurre ricognizioni offensive ad ampio raggio. L'unità presentava una lunghezza di 185,17 metri fuori tutto, una larghezza massima di 15,83 metri e un pescaggio di 5,71 metri; il dislocamento standard doveva ammontare a 7 100 tonnellate, in accordo ai limiti imposti dal trattato navale di Washington del 1922, ma alla fine arrivò a 8 760 tonnellate nel corso delle prove in mare.
L'armamento principale era formato da sei cannoni Type 3 numero 1 da 200 mm lunghi 50 calibri (L/50), distribuiti in tre torri binate: due a prua sovrapposte e una a poppa. Attorno alla sovrastruttura di prua furono sistemati in postazioni singole quattro cannoni contraerei Type 10 da 120 mm L/45, comunque suscettibili di impiego contro bersagli navali. Nonostante le proteste del capo progettista capitano di vascello Yuzuru Hiraga, lo stato maggiore generale della marina imperiale giapponese ordinò infine l'aggiunta di sei coppie di tubi lanciasiluri nelle murate.
La corazzatura non fu un aspetto particolarmente enfatizzato dal progetto e rappresentava appena il 12% del peso complessivo dell'incrociatore. Alla cintura era spessa 75 mm e per i ponti, compresa la torre di comando, si riduceva a 36 mm; le torri completamente chiuse erano protette da lastre spesse 25 mm. Al margine inferiore della cintura fu inoltre aggiunta una controcarena anti-siluro di modeste dimensioni e protezioni supplementari, ma non eccezionali, ebbero i magazzini di prua, di poppa e la sala macchine. Il sistema di propulsione era articolato su un complesso di dodici caldaie che alimentavano quattro turbine a ingranaggi a vapore, a ciascuna delle quali era vincolato un albero motore con elica; era erogata una potenza totale di 102 000 shp e la velocità massima di progetto era prevista in 35 nodi, che in effetti fu raggiunta e anche superata di poco. L'autonomia era pari a 7 000 miglia (circa 12 900 chilometri circa) alla velocità di crociera di 14 nodi. L'apparato motore era ad alimentazione mista, perciò i depositi di bordo contenevano 450 tonnellate di carbone e 1 800 di olio combustibile.
La classe Aoba fu la prima nella marina imperiale a montare una catapulta per aerei permanente a poppa, a partire dal marzo 1928, per il lancio di un idrovolante, che poi veniva recuperato tramite un argano. Nel dettaglio, il Kinugasa fu la prima unità in assoluto a disporre di un simile equipaggiamento, seguito dall'Aoba. L'equipaggio fu composto da 625 tra ufficiali e marinai.

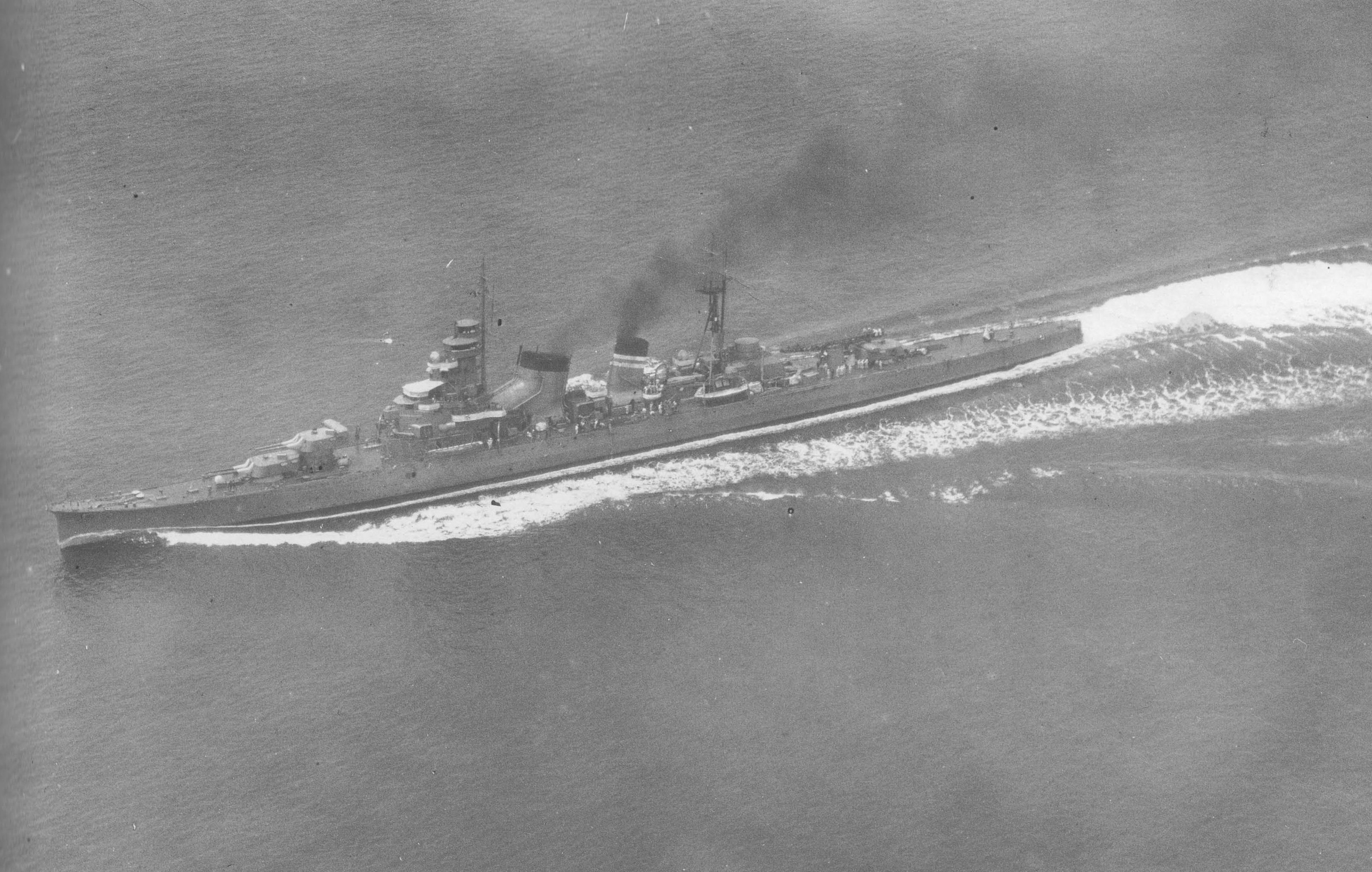
LAoba naviga a tutto vapore: l'immagine è immediatamente precedente alla ricostruzione del 1938-1940

Nel novembre 1938 lo Aoba fu messo in secca nel bacino di carenaggio di Sasebo e sottoposto a una profonda ricostruzione. I cannoni Type 3 da 200 mm furono rimpiazzati con la versione aggiornata del pezzo a 203 mm; i poco ergonomici impianti binati di lanciasiluri furono rimossi e sostituiti con due complessi quadrinati, montati sul ponte a poppavia uno per lato, che impiegavano l'eccellente ordigno Type 93 da 610 mm. I pezzi da 120 mm furono affiancati da due affusti binati di mitragliatrici pesanti Type 93 da 13,2 mm, inchiavardati dinanzi al ponte di comando, e da quattro installazioni binate di cannoni Type 96 da 25 mm L/60, sistemate a mezzanave. La sovrastruttura di prua fu completamente ricostruita e ospitò i sistemi di controllo del tiro più moderni per tutti i cannoni e lanciasiluri, la catapulta fu rimpiazzata da un modello più pesante e infine l'apparato motore fu del tutto rivisto, passando a dieci caldaie Kanpon con alimentazione esclusiva a olio combustibile. Questi cambiamenti fecero aumentare il dislocamento, il che consigliò l'adozione di più ampie controcarene, le quali furono poi riempite con tubi stagni per incrementare la stabilità. Quando tornò in servizio nell'ottobre 1940, l'Aoba presentava una larghezza di 17,60 metri e un pescaggio diminuito a 5,66 metri, un dislocamento a vuoto di 9 000 tonnellate e a pieno carico di 10 651 tonnellate; la velocità era calata a 33 nodi, ma per contro erano ora sviluppabili 110 000 shp e l'autonomia era cresciuta a 7 900 miglia (circa 14 600 chilometri circa) a 14 nodi: il nuovo raggio d'azione era sostenibile in quanto i depositi contenevano fino a 2 040 tonnellate di olio combustibile. Infine fu aggiunto un secondo idrovolante e l'equipaggio arrivò a contare 680 uomini, suddivisi in 54 ufficiali e 626 sottufficiali e marinai, dacché la nave era stata preparata per fungere da ammiraglia.

## Impiego operativo

### Varo, anni venti e anni trenta

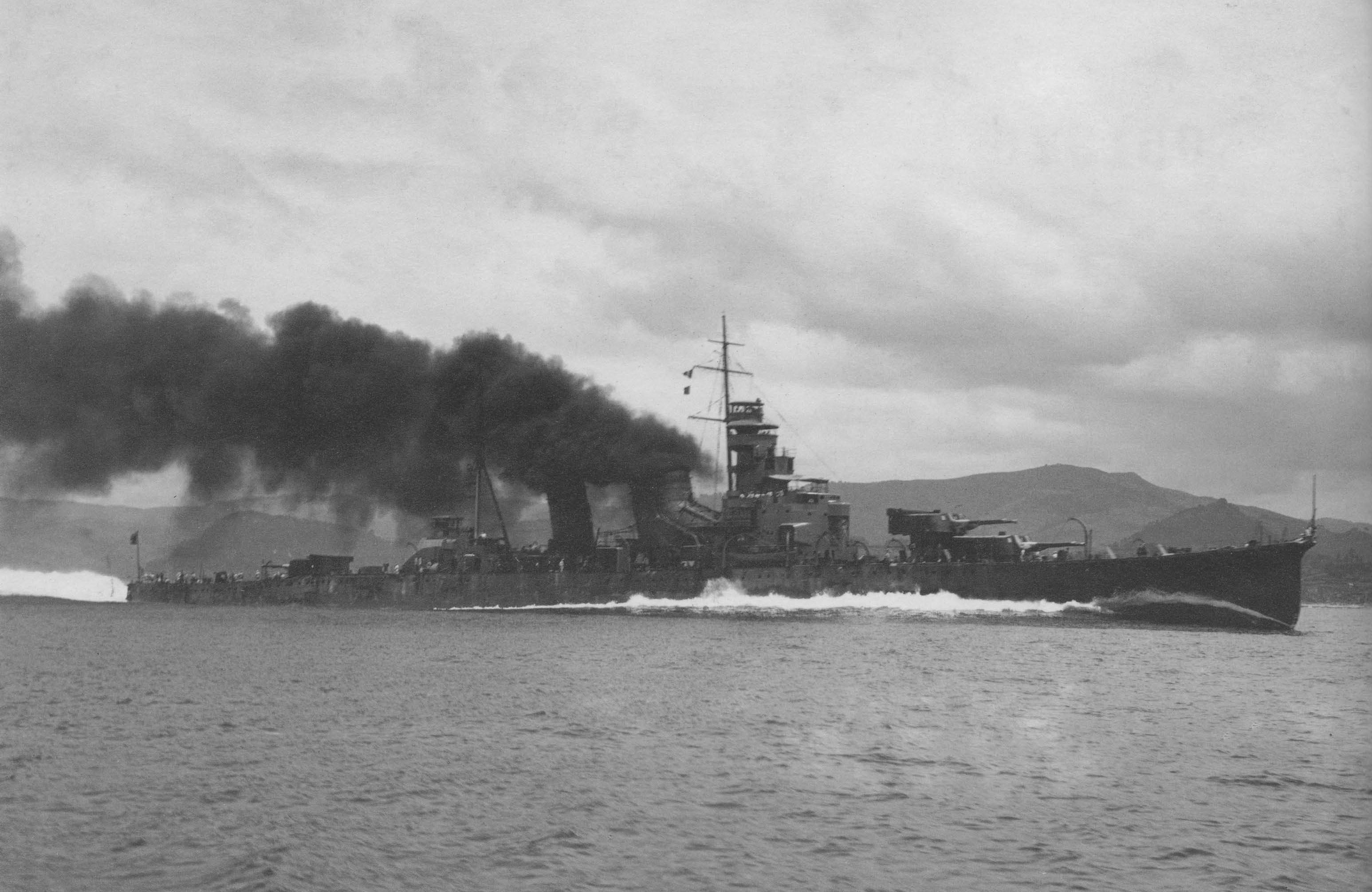
LAoba durante una prova di velocità in mare negli anni trenta

L'incrociatore pesante Aoba fu ordinato nell'anno fiscale edito nel 1923. La sua chiglia fu impostata nel cantiere navale di Nagasaki, gestito dalla Mitsubishi, il 4 febbraio 1924 e il varo avvenne il 25 settembre 1926; fu completato il 20 settembre 1927. Fu assegnato in dicembre alla 5ª Divisione incrociatori assieme all'unità gemella Kinugasa, quindi il 20 maggio 1933 passò alla 6ª Divisione. Il 15 novembre confluì con il Kinugasa nella 7ª Divisione incrociatori e il 1º dicembre 1936 fu posto in riserva per la prevista opera di ricostruzione presso l'arsenale di Sasebo: tuttavia l'inizio della seconda guerra sino-giapponese impose di rimettere in servizio l'incrociatore, che poté essere sottoposto alla modernizzazione solo alla fine del 1938.

### 1940-1941
Il 15 ottobre 1940 l'Aoba tornò in prima linea nella 6ª Divisione incrociatori (Kinugasa, Furutaka, Kako) e continuò a servire nelle acque cinesi nei mesi seguenti. Il 25 luglio 1941 il comando fu assunto dal capitano di vascello Sojirō Hisamune; il 30 novembre la divisione, condotta allora dal contrammiraglio Aritomo Gotō (a bordo dello Aoba) e dipendente dalla 4ª Flotta del viceammiraglio Shigeyoshi Inoue, lasciò Kure per raggiungere le isole Ogasawara, in vista delle imminenti operazioni nell'Oceano Pacifico occidentale e nel Sud-est asiatico: nella rada di Hahajima fu ricevuto, il 2 dicembre, il messaggio "Scalate il monte Niitaka", che autorizzava l'apertura delle ostilità. Due giorni dopo i quattro incrociatori salparono e fecero rotta su Guam, per supportarne l'invasione; il 10 avvenne lo sbarco, la battaglia fu breve e quindi quello stesso giorno lo Aoba condusse le altre unità alla base aeronavale di Truk (isole Caroline), raggiunta la sera stessa. Il 13 la divisione partì alla volta dell'Isola di Wake, sulla quale gli statunitensi stavano opponendo una difesa accanita e inaspettata, ma non ebbe parte nella conquista ultima della posizione, avvenuta il 23 dicembre.

### 1942

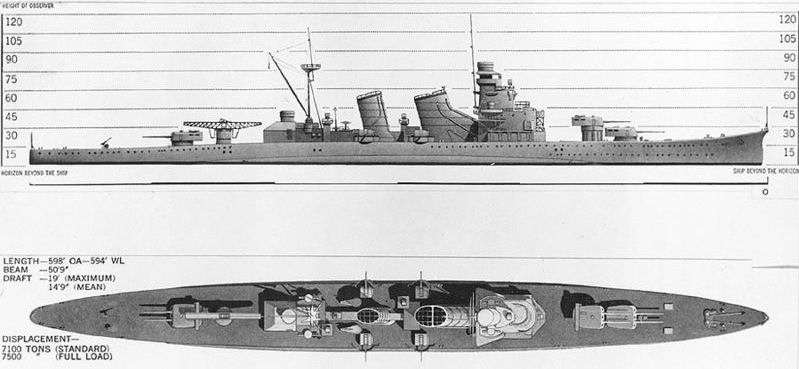
Profilo e pianta dellAoba, tavola edita dall'Office of Naval Intelligence sulla scorta delle informazioni desunte dalle ricognizioni aeree

La 6ª Divisione rientrò a Truk il 10 gennaio 1942 e il 18 fu nuovamente in mare per appoggiare l'assalto a Rabaul, nella Nuova Britannia. Il 21 gennaio, sulla rotta d'avvicinamento, l'Aoba raccolse quattro aviatori abbattuti assieme al loro idrovolante Consolidated PBY Catalina, quindi il 23 si tenne circa 60 miglia a nord-ovest di Rabaul, che fu conquistata facilmente. Dopo un rifornimento in mare, il 26 gennaio guidò la divisione nel porto occupato, consegnò al personale di terra i prigionieri e ripartì a metà pomeriggio puntando sull'atollo di Kwajalein, nelle isole Marshall, quindi il 10 arrivò con il resto della divisione a Truk, rimanendovi per tre settimane. Il 2 marzo lo Aoba seguito dagli altri incrociatori salpò e il 5 arrivò a Rabaul: qui si unì al grosso della 4ª Flotta, che contribuì alla difesa dello sbarco a Lae e Salamaua, in Nuova Guinea. Il resto di marzo fu speso in movimenti tra Buka, a nord di Bougainville, Kavieng in Nuova Irlanda e Rabaul, sempre accompagnati dalla 18ª Divisione incrociatori leggeri (Tatsuta, Tenryu). Il 7 aprile, dopo un rifornimento a Rabaul, lo Aoba condusse gli altri cinque incrociatori a Manus e da qui a Truk, raggiunta il 10 aprile. Il 30 ebbe inizio l'operazione Mo, ovvero l'avanzata nelle isole Salomone e l'attacco via mare a Port Moresby; le due divisioni di incrociatori ebbero il compito di difendere la portaerei Shoho, a sua volta incaricata di coprire lo sbarco su Tulagi. Il 4 maggio questa squadra lasciò l'ancoraggio di Buka, dove si era fermata, in risposta agli attacchi ripetuti portati dalla Task force 11 del contrammiraglio Frank Fletcher su Tulagi; partecipò dunque alla battaglia del Mar dei Coralli in un ruolo secondario. Il 5, infatti, lo Aoba e gli altri tre incrociatori pesanti fecero rifornimento dalla petroliera Iro alle isole Shortland, il giorno successivo sfuggirono all'attacco di alcuni bombardieri Boeing B-17 Flying Fortress e poi si unirono in mare alla Shoho, che però il 7 maggio fu scovata per caso da 93 velivoli statunitensi e crivellata da siluri e bombe. Il giorno dopo il Furutaka e il Kinugasa furono inviati a scortare la portaerei Shokaku, pesantemente danneggiata, sino a Truk, mentre lo Aoba e il Kako si occuparono di coprire la ritirata al convoglio d'invasione per Port Moresby. Il 9 maggio il solo Aoba fece rifornimento alle Shortland, poi il 16 arrivò con il Kako a Truk e infine il 25 si fermò a Kure, dove fu messo per quattro giorni in bacino di carenaggio. Il 16 giugno, tornato in mare, condusse alcune esercitazioni nel canale di Bungo con il Kako, il Tenryu e il Tatsuta; guidò poi le navi a Truk entro il 23 e il 30 salpò con l'incrociatore pesante fermandosi infine a Kieta (Bougainville) il 5 luglio.
Il 7 agosto 1942 si verificò lo sbarco statunitense su Guadalcanal. A Rabaul il viceammiraglio Gun'ichi Mikawa, comandante dell'8ª Flotta, organizzò rapidamente una controffensiva dal mare; dirottò la 6ª Divisione e l'incrociatore pesante Chokai a Rabaul, dove li unì al Tenryu, all'incrociatore leggero Yubari e al cacciatorpediniere Yunagi. Nel pomeriggio del 7 agosto la squadra nipponica salpò e, nonostante fosse stata individuata prima da un sommergibile e poi da un bombardiere Lockheed Hudson australiano, fu capace di cogliere assolutamente di sorpresa le forze di superficie alleate poste a guardia della flotta d'invasione; nella notte tra l'8 e il 9 Mikawa inflisse loro perdite gravissime e non subì che danni assai trascurabili (lo Aoba ricevette una sola granata che distrusse i due idrovolanti e ne uccise gli equipaggi), ma preferì ripiegare e non distruggere i vulnerabili trasporti poiché temeva un intervento dell'aeronautica statunitense. Sulla rotta del ritorno Mikawa inviò la 6ª Divisione a Kavieng, rotta sulla quale il Kako fu perduto il 10 agosto a opera del sommergibile USS S-44. Il 19 i tre incrociatori superstiti fecero tappa nella baia di Rekata (Santa Isabel) e il 22 si fermarono alle isole Shortland, operando da qui una copertura a distanza del convoglio di rinforzi che tra il 23 e il 25 agosto tentò, senza successo, di sbarcare rinforzi a Guadalcanal. Dopo che i nuovi idrovolanti in dotazione ebbero bombardato nella notte del 25 Henderson Field, lo Aoba guidò gli altri due incrociatori sino a Kieta, dove rimase per un mese circa pronto a effettuare sortite: in realtà la divisione amputata non entrò a lungo in azione e completò solo viaggi periodici a Rabaul per fare il pieno di carburante. Solo il 1º ottobre le tre unità fecero ritorno alle Shortland.

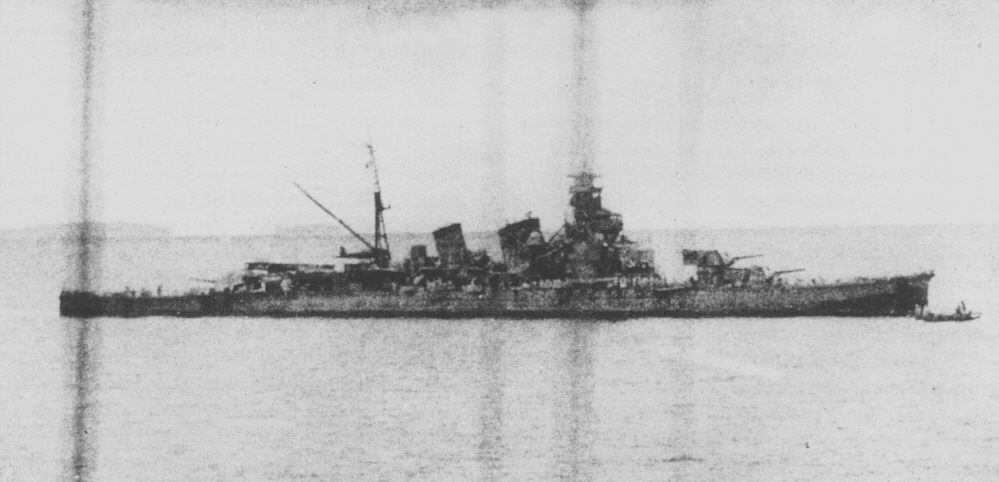
LAoba a Buin nell'isola di Bougainville, il giorno dopo la battaglia di Capo Speranza

Nell'arcipelago furono raggiunti da un convoglio recante a bordo artiglieria pesante, materiali di vario tipo e truppe; queste unità dovevano sbarcare mentre il contrammiraglio Gotō, con l'Aoba, il Furutaka, il Kinugasa e due cacciatorpediniere (Fubuki, Hatsuyuki), avrebbe bombardato Henderson Field. Salpati la mattina presto dell'11, i due gruppi nipponici furono avvistati nel pomeriggio e perciò il contrammiraglio Richmond Turner inviò a ovest di Capo Speranza, punta occidentale di Guadalcanal, il Task group 64 del contrammiraglio Norman Scott con due incrociatori pesanti, due leggeri e cinque cacciatorpediniere. Egli, nonostante numerose incertezze, riuscì a tagliare la T alla squadra del contrammiraglio Gotō, che anzi scambiò le sagome segnalategli dalle vedette per quelle del gruppo di rifornimento, in realtà più a sud della sua posizione: una serie di bordate colpirono duramente il Furutaka e lo Aoba e Gotō rimase ferito mortalmente; nel corso della battaglia di Capo Speranza fu altresì distrutto il Fubuki e il Furutaka affondò nelle ore seguenti lo scontro, mentre da parte americana andò perduto il cacciatorpediniere USS Duncan e l'incrociatore leggero USS Boise ripiegò con la prua quasi divelta. Lo Aoba aveva incassato ventiquattro/quaranta granate da 152 mm e 203 mm, il ponte di comando era stato distrutto, la torre numero due fu gravemente danneggiata mentre quella poppiera era esplosa; danni pesanti furono registrati all'apparato motore con quattro caldaie rese inutilizzabili. Il giorno dopo, quando il Kinugasa e lo Aoba tornarono alle Shortland, l'equipaggio contò ottantuno morti compreso Gotō. In seguito a riparazioni provvisorie l'incrociatore poté raggiungere il 15 Truk, dove l'ammiraglio Isoroku Yamamoto lo ispezionò; fece poi rifornimento e il 22 giunse a Kure, dove iniziarono lunghi e complessi lavori.
L'incrociatore fu privato dei resti della torre numero 3, il cui anello di rotolamento fu coperto per consentire l'introduzione di un impianto trinato di pezzi contraerei Type 96 da 25 mm; una seconda identica installazione fu aggiunta sul ponte, assieme a tre rastrelliere con dodici lanciatori per bombe di profondità. Furono infine sbarcate le mitragliatrici pesanti Type 93.

### 1943
Il 15 febbraio 1943 l'Aoba, tornato in efficienza, salpò da Kure agli ordini del capitano di vascello Yoshioki Tawara (che aveva assunto il comando il 31 dicembre 1942) e arrivò il 20 a Truk, dove poco dopo il capitano di vascello Kamenosuke Yamamori sostituì Tawara. Lasciata Truk, lo Aoba toccò il 2 marzo Rabaul e il 4 marzo si fermò a Kavieng, precisamente all'ancoraggio Moewe; la successiva attività nel corso del mese non è nota. La base nipponica e i suoi ancoraggi furono obiettivo il 3 aprile di un pesante attacco condotto dalla 5ª Forza aerea statunitense, proveniente dalla Nuova Guinea: l'incrociatore era ormeggiato, costituendo un facile bersaglio per una parte dei B-17 componenti il 43º Gruppo da bombardamento. Impiegando la rischiosa tecnica dello skip bombing e ordigni da 500 libbre (227 chili), gli aerei piazzarono numerose bombe vicino allo scafo e una scoppiò direttamente sul ponte, facendo detonare a loro volta due siluri inseriti già nei tubi. Si verificarono forti scoppi, si aprirono alcune falle e numerosi incendi devastarono l'unità, oltretutto mitragliata dai B-17 in virata. Il capitano Yamamori fu capace di fra spiaggiare lo Aoba per evitare che affondasse; coordinò quindi la lotta agli incendi, assistito dal cacciatorpediniere Hatsuzuki, poi la nave officina Yamabiko Maru attese a riparazioni d'emergenza protrattesi sino al 20 aprile. Il giorno successivo l'incrociatore leggero Sendai prese a rimorchio lo Aoba (le cui macchine erano avariate) e lo portò il 25 a Truk, dove un'altra nave officina, la Akashi, eseguì successive riparazioni e sistemazioni. Solo il 25 luglio lo Aoba fu capace di salpare alla volta di Kure, dove arrivò il 1º agosto e fu subito messo in bacino. Il raddobbo completo vide la reintroduzione della torre di poppa con i due pezzi da 203 mm e l'aggiunta di due ulteriori complessi trinati di cannoni Type 96 da 25 mm; sulla sovrastruttura di prua fu altresì piazzato un radar Type 21 da ricerca aerea e di superficie. I danni al sistema di propulsione, tuttavia, non poterono essere del tutto risolti e perciò la velocità massima si abbassò in permanenza a 28 nodi.
Il 24 novembre l'Aoba fu rimesso in acqua e il giorno successivo fu riassegnato alla 1ª Flotta di spedizione del sud, una delle componenti principali del comando detto Flotta dell'Area sud-occidentale responsabile per la Malaysia, Singapore, le ex Indie orientali olandesi e le Filippine. Il 15 dicembre partì da Kure e il 20 fece tappa a Manila per un giorno, per raggiungere infine Singapore il 24, dove si fermò per un breve periodo.

### 1944
Il 3 gennaio 1944 l'Aoba salpò sotto la scorta dell'incrociatore pesante Ashigara, leggero Kuma e del cacciatorpediniere Uranami per Penang (Malaysia), dove il 5 imbarcò truppe dell'esercito e rifornimenti. Ripartì il giorno stesso e il 6 giunse a Mergui in Birmania, depositandovi il carico. Ritornato a Singapore con il solo Ashigara, dall'11 al 22 gennaio fu sottoposto a raddobbo, poi tra il 23 e il 25 caricò a bordo altre truppe e scortato dai tre incrociatori leggeri Oi, Kinu, Kitakami e dal cacciatorpediniere Shikinami le portò sino a Port Blair, nelle isole Andamane. Sulla rotta di ritorno il Kitakami fu silurato ma non affondato da un sommergibile britannico e quindi lo Aoba continuò per Singapore con il solo Oi. Dal 12 al 21 febbraio l'incrociatore fu impegnato in esercitazioni al largo delle isole Lingga, quindi rientrò in porto e il 25 febbraio fu unito con il Kinu e lo Uranami nella 16ª Divisione incrociatori del contrammiraglio Naomasa Sakonju, che lo selezionò come propria ammiraglia. Accompagnata dalla 7ª Divisione incrociatori (Tone, Chikuma), la formazione salpò il 27 febbraio e si portò il 1º marzo a Bangka, dove fu attivata l'operazione "SA No. 1" per la caccia al traffico mercantile nell'Oceano Indiano: essa si concluse il 15 dopo modesti risultati e il ritorno di tutte le navi a Batavia. Il 18 marzo lo Aoba lasciò Batavia, il 25 si fermò a Singapore e fu caricato con munizioni, quindi il 2 aprile salpò con il Kinu, lo Oi, il cacciatorpediniere Amagiri e due altri non identificati: dal 4 all'11 aprile rifornì Balikpapan e Tarakan nel Borneo, quindi il 14 rientrò a Singapore dove fu incaricato di un'altra missione di rifornimento, questa volta per l'8º Squadriglia sommergibili di Penang. Il 15 lo Aoba (scortato dallo Oi e dallo Amagiri) giunse nel porto e scaricò una partita di siluri, quindi si spartì con l'altro incrociatore il personale e il materiale del 732º Gruppo aereo, che il 18 aprile fu lasciato a Singapore. Da qui, con a bordo parte degli effettivi dell'851º Gruppo aereo, salpò il giorno successivo per Davao (Filippine), sempre seguito dalle altre due unità. Il 23, durante la navigazione nello stretto di Makassar, lo Amagiri colpì una mina magnetica nemica e affondò nonostante gli sforzi per salvarlo: l'equipaggio fu tratto in salvo dai due incrociatori, che il 24 lo lasciarono a Tarakan; il 27 essi arrivarono infine a Davao e vi depositarono il carico. Tornarono poi a Tarakan, dove imbarcarono truppe e furono affiancati dal cacciatorpediniere Shikinami per una missione di rinforzo alle isole Palau (14-17 maggio) e poi all'atollo di Sorong (19-22 maggio), quindi il 27 maggio si fermarono a Tarakan per fare rifornimento. Il 30 il solo Aoba mollò gli ormeggi e si portò il 31 a Zamboanga (Mindanao), per fornire copertura a distanza all'operazione Kon, il rifornimento via mare dell'isola di Biak, attaccata in forze dagli Stati Uniti il 27 maggio. Riunitosi al Kinu e allo Shikinami presso Davao, lo Aoba e le altre unità da guerra salparono il 2 giugno assieme al convoglio, ma l'avvistamento della ricognizione americana indusse il comando giapponese a ordinare il ritiro. L'incrociatore fece tappa il 4 giugno all'isola di Waigeo, prese a bordo un reparto di fanteria e, scortato dal cacciatorpediniere Shigure, arrivò a Sorong dove lo fece scendere; qui inoltre il capitano di vascello Yamamori fu sostituito dal pari grado Chusaboru Yamazumi e il contrammiraglio Sakonju trasferì le sue insegne sullo Shikinami. Il 5 giugno partecipò a un altro vano tentativo di rifornire l'isola e il 6, mentre era fermo nella baia di Kabui (isola di Misool), fu attaccato da undici bombardieri Consolidated B-24 Liberator che, complice la pronta reazione della contraerea e le manovre evasive subito ordinate da Yamazumi, non furono capaci di colpirlo. Lo Aoba lasciò l'isola il 7 giugno e, accompagnato dal Kinu e dalle divisioni cacciatorpediniere 19ª e 27ª, fece rifornimento ad Amboina e si fermò a Salawati, dove tornò a essere nave ammiraglia di Sakonju. Il 14 giugno fece tappa alle isole Obi e il 27 a Makassar (Celebes), prima di raggiungere Singapore il 28. Qui l'incrociatore fu messo in secca per alcuni giorni e il suo armamento contraereo fu nettamente potenziato con l'aggiunta di ventisette cannoni Type 96 da 25 mm, organizzati in quattro impianti trinati e quindici affusti individuali; fu anche installato un radar Type 22.
Il 24 luglio l'Aoba salpò da Singapore per le isole Lingga, dove partecipò a esercitazioni congiunte per diversi mesi. L'11 ottobre entrò in collisione con il Kinu, soffrendo solo danni minimi e sette giorni più tardi seguì il resto della 2ª Flotta del viceammiraglio Takeo Kurita, cui apparteneva, sino a Brunei, raggiunta il 20: da qui la flotta sarebbe salpata in ottemperanza alle direttive dell'operazione Shō-Gō 1. In realtà la 16ª Divisione incrociatori fu distaccata il 21 con destinazione Manila e dunque non partecipò alla drammatica battaglia del Golfo di Leyte; tuttavia alle 04:30 del 23, nel corso della navigazione, lo Aoba fu centrato nella sala caldaie numero 2 da un siluro lanciato dal sommergibile USS Bream e, con uno sbandamento di 13° a dritta, fu preso a rimorchio dal Kitakami che lo portò a Cavite: qui ebbero subito inizio le riparazioni. Il 24 e il 29 ottobre, sulla scorta di un messaggio radio decifrato, gruppi imbarcati appartenenti alla Task force 38 del viceammiraglio Marc Mitscher attaccarono senza successo lo Aoba in bacino. Alle 05:00 del 5 novembre lo Aoba e l'incrociatore pesante Kumano lasciarono Manila con la scorta di quindici unità ausiliarie, che riuscirono a rintuzzare l'attacco di un isolato sommergibile verso mezzogiorno. Invece il 6 novembre, presso Capo Bolinao (Luzon), un gruppo di quattro battelli penetrò la difesa e centrò con due ordigni il Kumano, che dovette tornare indietro. Lo Aoba fu invece risparmiato e l'11 arrivò a Takao sull'Isola di Formosa, nel cui arsenale ricevette parziali riparazioni. Il 9 dicembre fu in grado di partire e il 12 gettò le àncore a Kure, dove però le maestranze dichiararono che era impossibile rimetterlo in piena efficienza.

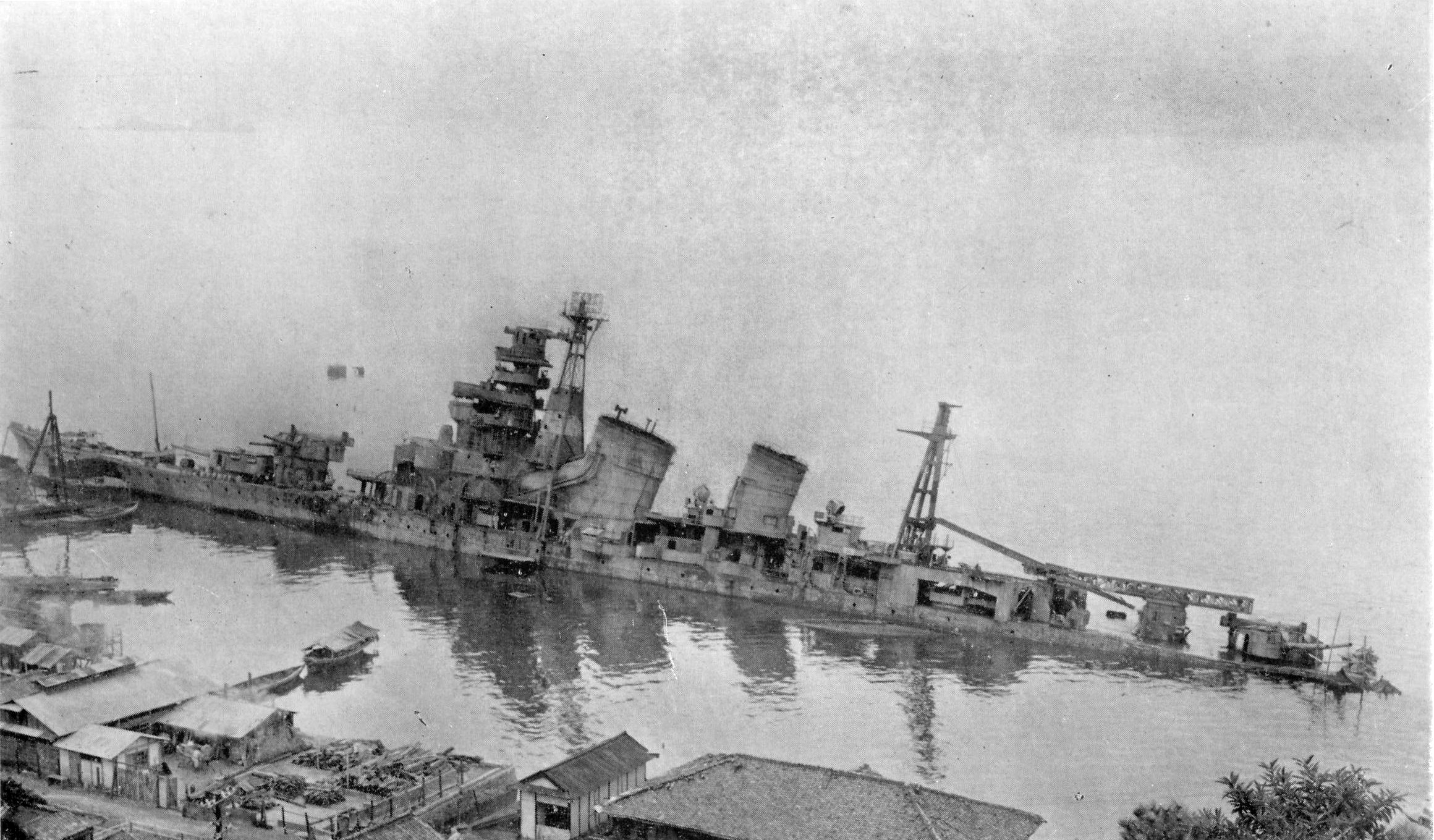
L'incrociatore Aoba come appariva nel 1946. Da notare il traliccio radar dietro la torre a pagoda e la mancanza dei pezzi da 120 mm.

### 1945, l'affondamento e la rottamazione
Il 1º gennaio 1945 lo Aoba passò al comando del capitano di vascello Seiroku Murayama, il 25 febbraio passò alle dipendenze del distretto navale di Kure e infine il 28 fu riclassificato come nave della riserva. Il 19 marzo rimase coinvolto nel primo, massiccio attacco portato dai velivoli della Task force 38 su Kure, ma non si sa di preciso se l'Aoba fu colpito o meno. Il 24 aprile, invece, l'incrociatore fu centrato e a causa di diverse falle si adagiò sui bassi fondali della rada. I giapponesi intrapresero allora uno sforzo particolare, lo riportarono a galla e lo ripararono come meglio poterono, quindi aggiunsero altri pezzi da 25 mm: al mese di giugno, dunque, lo Aoba disponeva di cinque impianti trinati, dieci binati e quindici singoli di Type 96. Il 20 giugno fu perciò nuovamente redesignato come nave speciale di guardia, ovvero un pontone contraereo. Circa due mesi dopo, il 24 luglio, la Task force 38 condusse un pesante attacco su Kure; lo Aoba fu preso di mira da una trentina di bombardieri in picchiata e numerosi ordigni esplosero vicino allo scafo, che si spaccò in più punti, mentre una bomba scoppiò a bordo: l'incrociatore si inclinò sulla destra e affondò lentamente in circa 7,50 metri d'acqua sino a toccare il fondale. Il 28 luglio si verificò un secondo bombardamento statunitense e lo scafo semiabbandonato dello Aoba fu nuovamente attaccato da apparecchi imbarcati e B-24 della 7ª Forza aerea; quattro bombe lo centrarono in pieno, le sovrastrutture furono consumate dal fuoco e la prua fu spezzata.
Il 15 agosto l'Aoba, ancora al comando del capitano Murayama, fu declassificato a nave della riserva e il 20 novembre, in seguito alla resa formale dell'Impero giapponese, fu rimosso dalla lista della Marina imperiale. Il relitto devastato fu recuperato e demolito tra il 1946 e il 1947.